# 維爾德弗賴格山

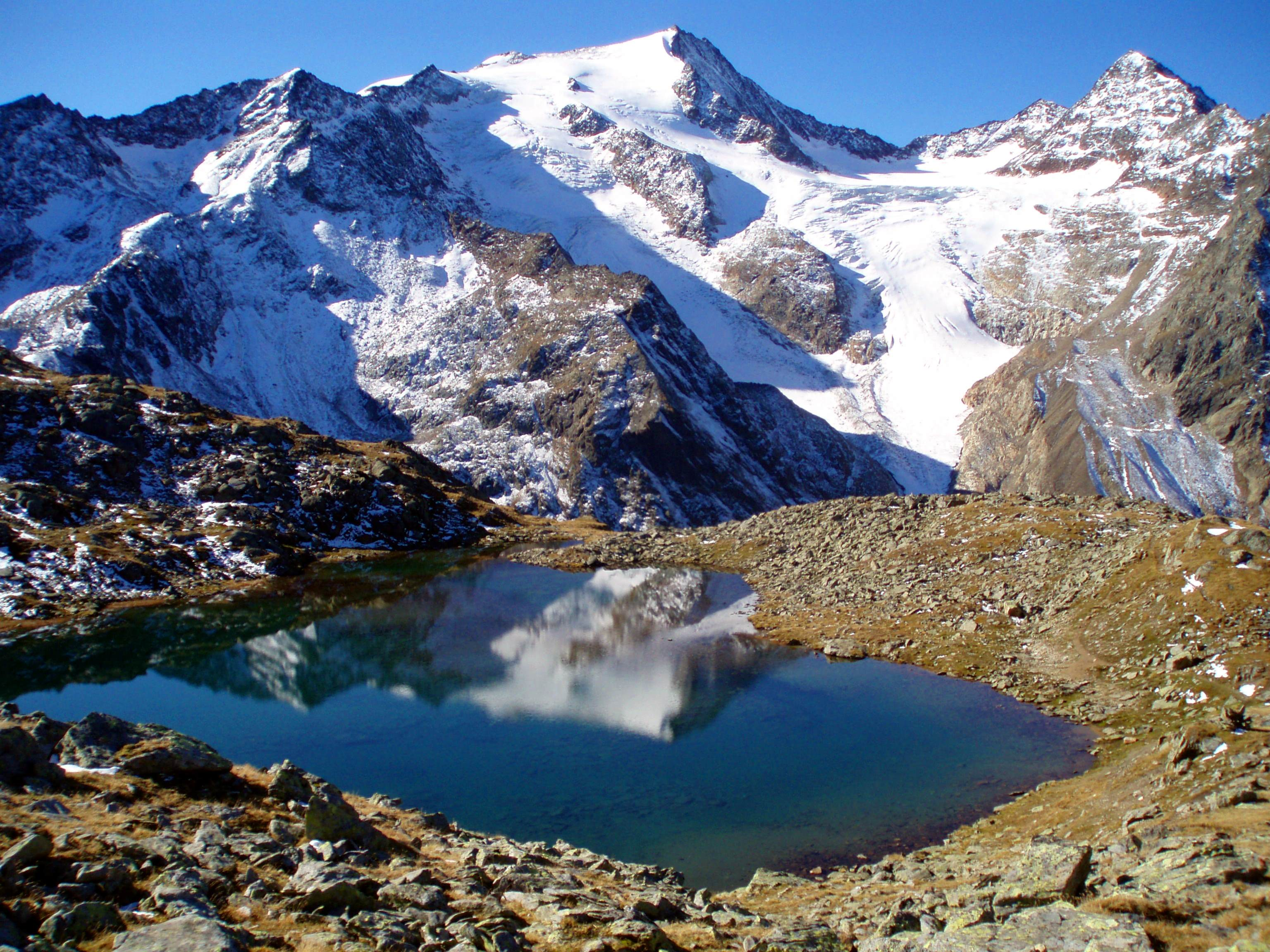

46°58′14″N 11°11′23″E / 46.97056°N 11.18972°E
維爾德弗賴格山（德語：Wilder Freiger），是南歐的山峰，位於奥地利和意大利接壤的邊境，屬於斯圖拜阿爾卑斯山脈的一部分，海拔高度3,418米，每年平均降雨量1,426毫米。